# Belfort van Douai

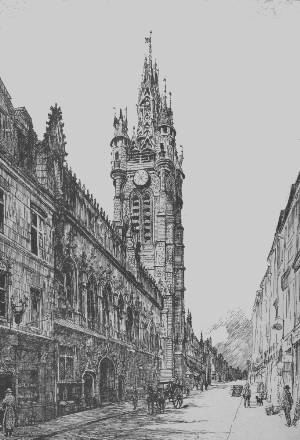
Gravure uit de 19e eeuw

Het Belfort van Douai is het meest symbolische historische gebouw van de Noord-Franse stad Douai.
Een belfort stond in Vlaanderen symbool voor de stedelijke autonomie. Het belfort van Douai werd gebouwd op de plaats van een houten toren die daar eerder stond. Het bevat een beiaard die nu 62 klokken heeft.
De bouw van het belfort ving aan in 1380. Aan de westzijde van de toren werd een gebouw in gotische stijl opgetrokken en aan de zuidflank een kapel. Om de bouw van materialen te voorzien, verkochten ridder Jacques de Halluyn en zijn zoon Jean op 1 augustus 1379 de stenen van hun kasteel van Cantin, gebouwd in 1149 door graaf Thierry van de Elzas. De bouw van het belfort werd in 1410 voltooid.
Een hevige brand, de zogenaamde Meschiefbrand, veroorzaakt door blikseminslag, verwoestte de torenspits. In 1475 werd de kerk geheel herbouwd. In 1391 werd in het belfort een carillon geïnstalleerd dat sindsdien het leven van de Douaisiens tekent.
In de 19e eeuw werd een grote restauratie uitgevoerd en werd een nieuw gebouw, identiek aan het gebouw uit de 15e eeuw, toegevoegd. Hierdoor kreeg het stadhuis zijn huidige symmetrische uiterlijk. Dit nieuwe gebouw beschikt over een feestzaal in Second Empire-stijl. Bij deze gelegenheid werd de structuur van het belfort, oorspronkelijk opgetrokken uit Vlaamse zandsteen, van binnenuit versterkt met een dikke laag bakstenen en werden de 15e-eeuwse gebouwen gerestaureerd volgens de mode van de 19e eeuw.
Het is een van de 56 belforten in België en Frankrijk die tot werelderfgoed van de UNESCO verklaard zijn.

## Beschrijving door Victor Hugo
Victor Hugo bezocht Douai in 1837 :
Il y a là le plus joli beffroi que j'aie encore vu. Figure-toi une tour gothique coiffée d'un toit d'ardoise, qui se compose d'une multitude de petites fenêtres coniques superposées ; sur chaque fenêtre une girouette, aux quatre coins, une tourelle ; sur la pointe du beffroi, un lion qui tourne avec un drapeau entre les pattes ; et de tout cet ensemble si amusant, si fou, si vivant, il sort un carillon. Dans chaque petite lucarne, on voit se démener une petite cloche qui fait rage comme une langue dans une gueule. J'ai dessiné cette tour, et quand je regarde mon dessin, il me semble encore entendre ce joyeux carillon qui s'en échappait comme la vapeur naturelle de cet amas de clochetons.
Vertaling:
Hier staat de mooiste klokkentoren die ik ooit heb gezien. Stel je een gotische toren voor met een leien dak, dat is opgebouwd uit een groot aantal kleine, op elkaar geplaatste kegelvormige ramen; op elk raam een windvaan, op de vier hoeken een torentje; op de punt van de klokkentoren een ronddraaiende leeuw met een vlag tussen zijn poten; en uit dit grappige, gekke, levendige geheel klinkt een klokkenspel. In elk klein raampje zien we een klein belletje spartelen, woedend als een tong in een mond. Ik heb deze toren getekend en als ik naar de tekening kijk, hoor ik nog steeds het vrolijke geluid dat eruit klonk, als een natuurlijke stoom.

## Externe verwijzingen
- Le beffroi de Douai Informatie over het Belfort op de website van l'office de tourisme de Douai